# رضا الجلاصي
رضا الجلاصي (بالفرنسية: Ridha Jlassi؛ مواليد 26 ديسمبر 1979؛ نابل، تونس) ويعرف باسم رضا الفيل وهو من أهم وأبرز مشجعي رياضة كرة القدم في العالم وأفريقيا، يشتهر عموما بدهن جسده كاملا في المباريات، عرف بتنقلاته المتعددة لمباريات منتخب تونس لكرة القدم زار أكثر من خمسين دولة من قارتي أفريقيا وأوروبا. يلقب رضا الجلاصي باسم رضا الفيل وقد نسبها إليه اللاعب الدولي صابر خليفة. كما أن شركة سيكام المتخصصة في المواد الغذائية قامت بتحويل جسده إلى حامل إشهاري. تنقل أيضا مع المنتخب الجزائري في كأس العالم 2014.

## الجوائز
- أفضل مشجع في العالم سنة 2017.[5][6]
- أفضل مشجع في العالم سنة 2018.[7]
- أفضل مشجع في مباراة تونس وإنجلترا في كأس العالم 2018.[8][9][10]